# Georg Luger
Georg Johann Luger (født 6. marts 1849 i Steinach am Brenner, død 22. december 1923 i Berlin) var en østrigsk våbendesigner.
Han er skaberen af den verdenskendte pistol Luger P08 og ammunition 9 x 19 mm Parabellum.[kilde mangler]